# Nelly Uchendu
Nelly Uzonna Edith Uchendu, MON. (1950  –  12 avril 2005), est une chanteuse, compositrice et interprète nigériane. Révérée pour avoir modernisé la musique folklorique traditionnelle igbo, Uchendu s'est fait connaître lors de la sortie de sa chanson Love Nwatinti en 1976, qui lui a valu le titre de Lady with the Golden Voice. Elle a sorti 6 disques au cours de sa carrière,.

## Biographie et carrière
Elle est née en 1950 à Umuchu, une ville de la région du gouvernement local d'Aguata dans l'État d'Anambra, à l'est du Nigeria. Uchendu a commencé à chanter très tôt. Elle a ensuite rejoint le groupe de musique du professeur Sonny Oti au sein duquel elle s'est épanouie à l'aide de sa voix. En 1976, sa carrière musicale est mise à l'honneur à la suite de la sortie du classique Love Nwatinti, produit par Homzy Sounds, de son premier album, Love Nwatinti ; avant de sortir Waka, Aka Bu Eze et Mama Hausa, qui l'ont ensuite implantée dans l'industrie musicale nigériane. Sa carrière musicale l'a amenée à enregistrer dans plusieurs genres musicaux, notamment igbo highlife, pop et gospel, ce qu'elle a fait à la fin de sa carrière. La carrière d'Uchendu l'a également vue se produire hors du Nigeria, notamment à Londres (Royaume-Uni) aux côtés de Sir Warrior et des Oriental Brothers dans les années 1980.

## Discographie
- Love Nwantiti (1976)
- Aka Bu Eze (1977)
- Mamausa (1978)
- Je crois (1979)
- Ogadili Gi Nma (1982)
- Faire un nouveau Nigeria (1988)

## Reconnaissances
En reconnaissance de ses contributions à la musique au Nigeria, Uchendu a reçu l'honneur de membre de l'Ordre du Niger de la part de l'ancien président nigérian, Shehu Shagari, en 1980 . Une de ses compositions intitulée Ikemefuna's Song a été utilisée comme Bande-son dans une adaptation cinématographique des années 1980 de Things Fall Apart de Chinua Achebe. 

## Mort
Elle meurt le 12 avril 2005 dans un hôpital de l'État d'Enugu, au Nigeria, après une maladie liée au cancer,. Elle avait 55 ans. 